# 中之島節日大廈
中之島節日大廈（日语：／ Nakanoshima fesutibaru tawā）是位于日本大阪府大阪市北區中之島2丁目的摩天大樓，總事業費1,000億日元，由朝日新聞社做為地產開發商主導興建。這座建築在2010年開工，2012年竣工。節日大廳在2013年4月3日舉辦開業儀式。大廈西棟在2014年6月25日開工，2017年4月17日開業。
大樓分為東西兩棟，中間被四橋筋道路分隔，樓高198.96公尺，地上39層、地下3層。